# Ubisoft Montréal

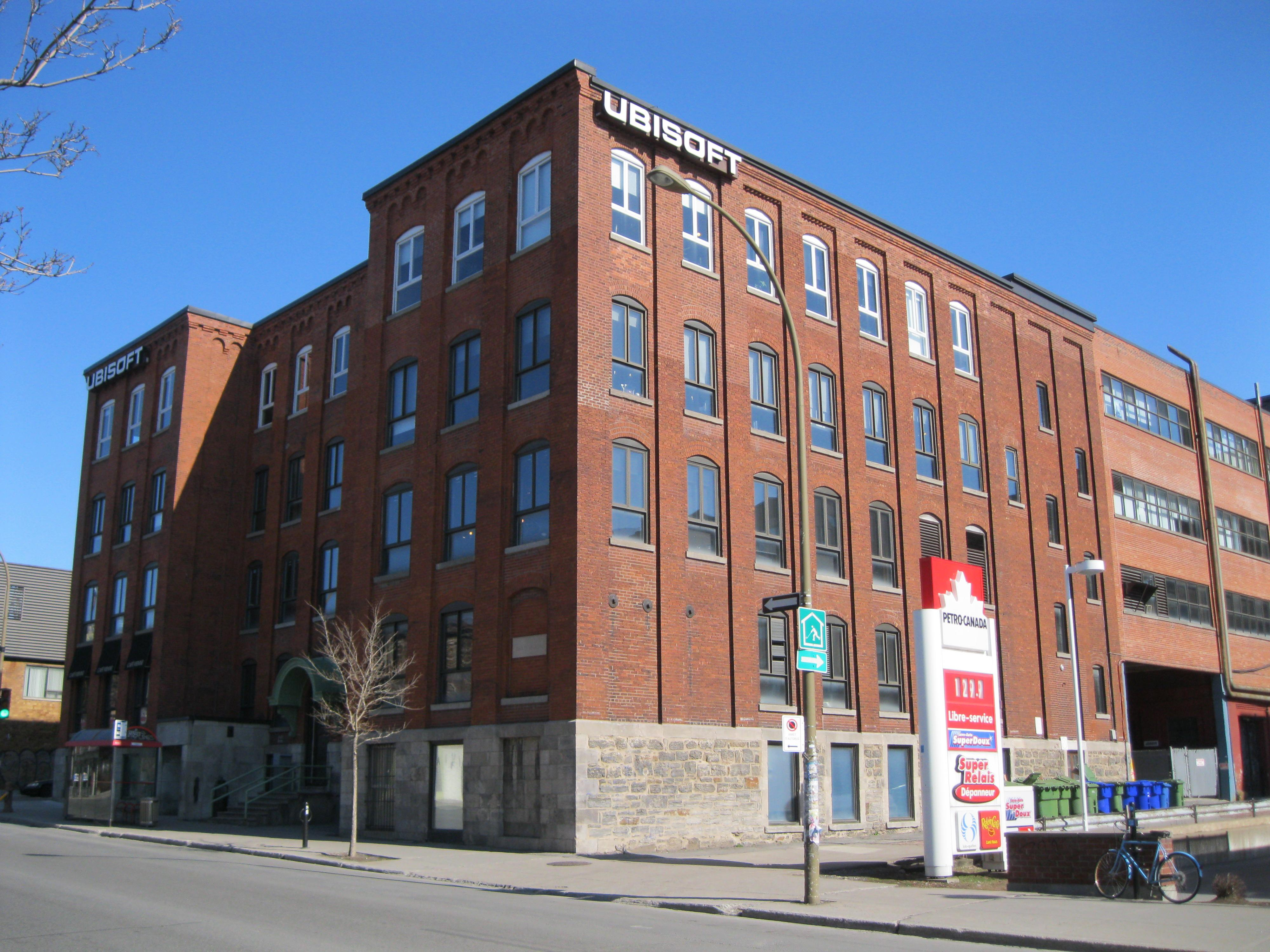
Siedziba studia

Ubisoft Montréal – kanadyjskie studio produkujące gry komputerowe. Studio zostało utworzone w 1997 roku i było pierwszym oddziałem Ubisoftu w Ameryce. W 2017 roku w studiu pracowało 3050 osób.
W 1999 roku dyrektorem operacyjnym studia został Martin Tremblay. W 2005 roku Ubisoft Montréal otrzymało od kanadyjskiego rządu 5 milionów dolarów na rozwój. W 2006 roku dyrektorem operacyjnym studia został Yannis Mallat. W 2013 roku THQ Montreal zostało włączone do Ubisoft Montréal.